# Montauriol (Lot-et-Garonne)
Montauriol ist eine französische Gemeinde mit 222 Einwohnern (Stand 1. Januar 2022) im Département Lot-et-Garonne in der Region Nouvelle-Aquitaine. Sie gehört zum Arrondissement Villeneuve-sur-Lot und zum Kanton Le Val du Dropt.
Der Ortsname ist aus dem lateinischen „mons aureolus“ abgeleitet und bedeutet sehr profan „goldener Berg“.

## Bevölkerungsentwicklung
| Jahr                       | 1962 | 1968 | 1975 | 1982 | 1990 | 1999 | 2011 | 2018 |
| Einwohner                  | 296  | 264  | 262  | 246  | 227  | 223  | 190  | 168  |
| Quellen: Cassini und INSEE |      |      |      |      |      |      |      |      |

## Sehenswürdigkeiten
- Aus der Vorzeit wurde ein Tumulus auf dem Gemeindegelände freigelegt
- Kirche Saint Pierre aus dem 15./16. Jahrhundert und Altar und Altaraufsatz (autel retable) aus dem 17. Jahrhundert aus Holz, Farbe und Gold, der vom Französischen Kultusministerium als Kulturgut erfasst wurde.
- Denkmal in Form eines kleinen Obelisken zur Erinnerung an die Gefallenen des Ersten Weltkriegs auf dem Kirchplatz.
- Auf einer Anhöhe steht die, vom Département als Nr. 047 inventarisierte, Windmühle Moulin de Lartigue von 1880. Die Eingangstür trägt ein Wappen. Heute wird sie als Taubenhaus benutzt.

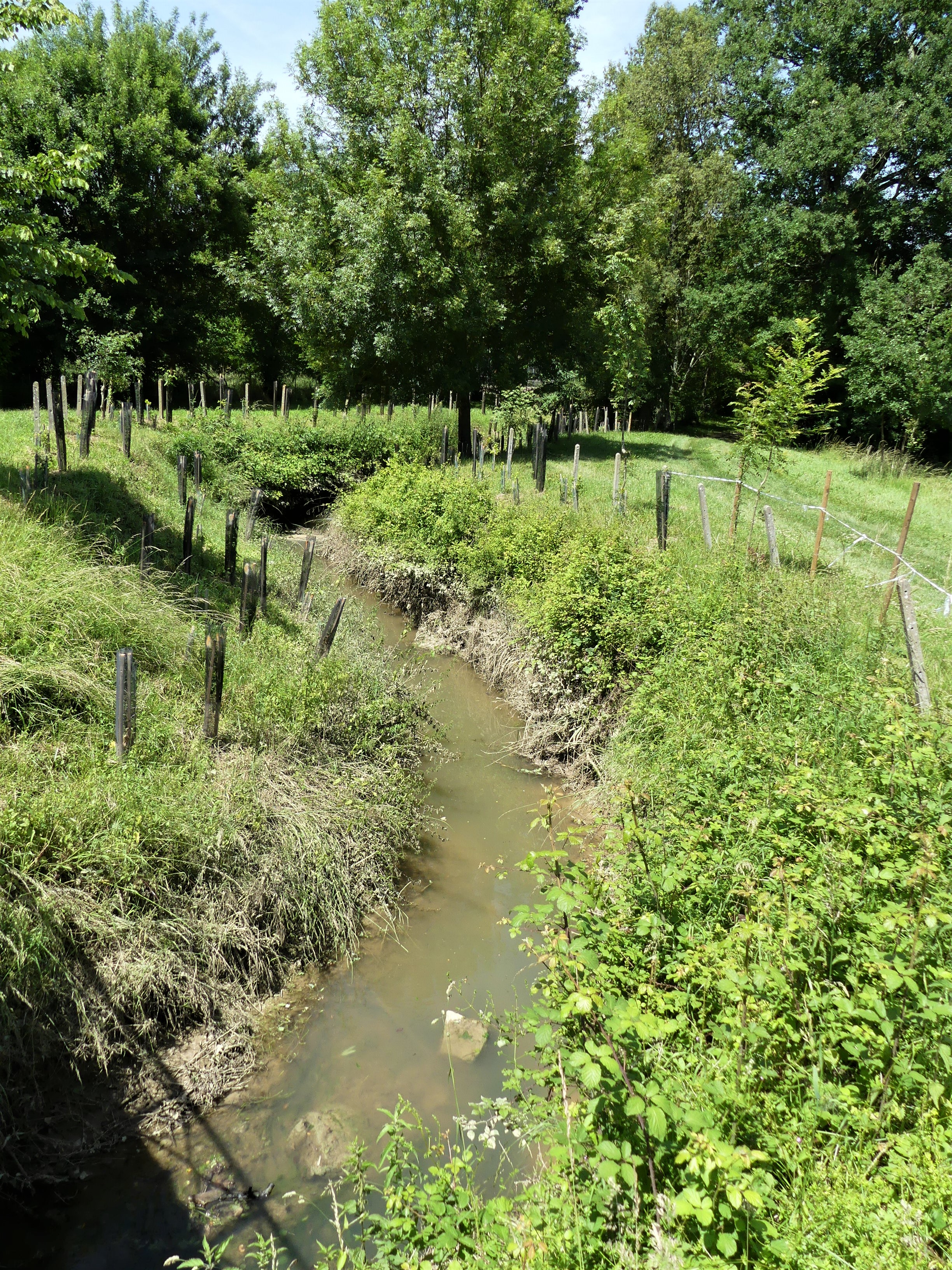
Der Dropt-Nebenfluss Douyne in Montauriol
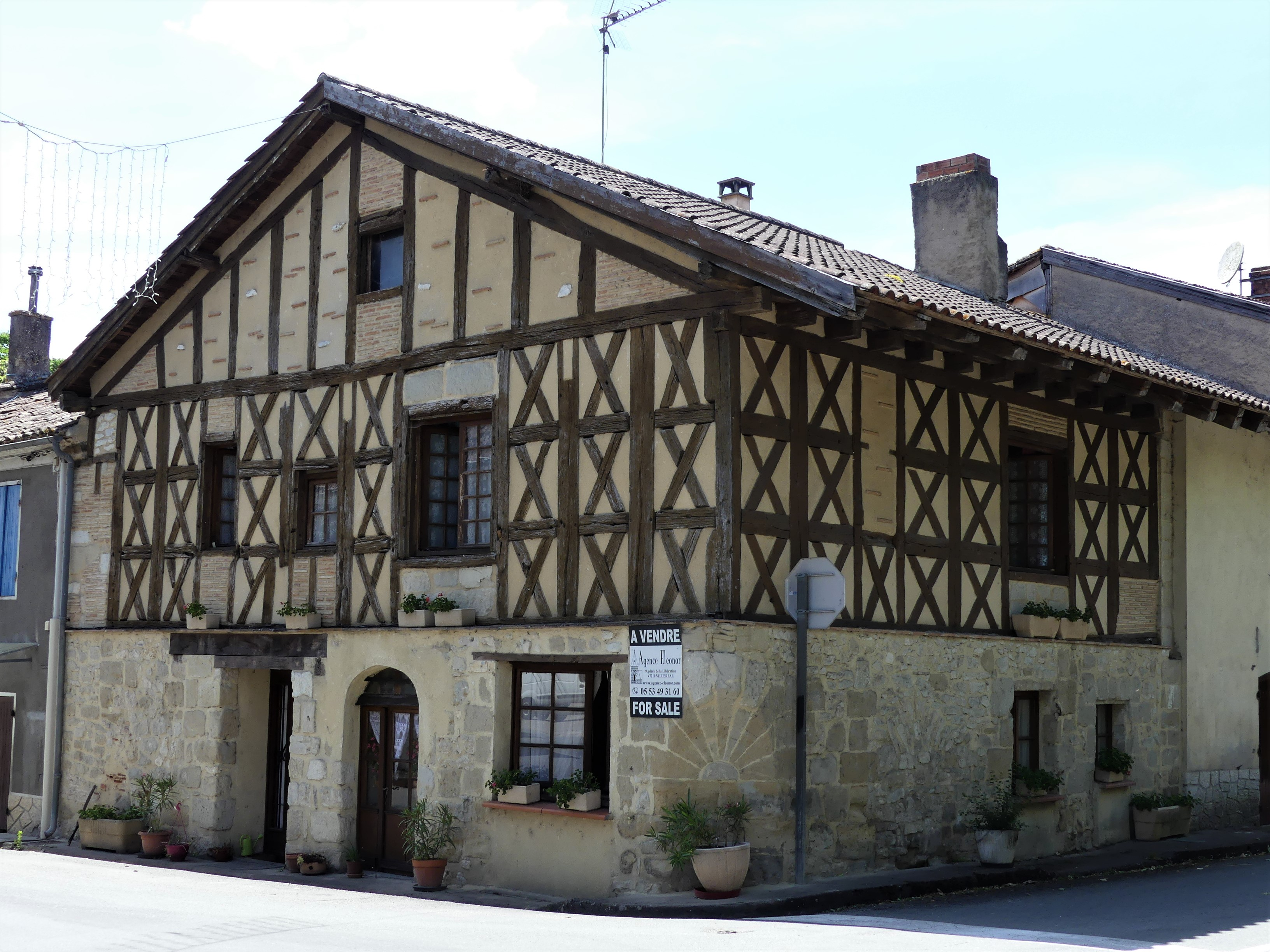
Fachwerkhaus in Montauriol
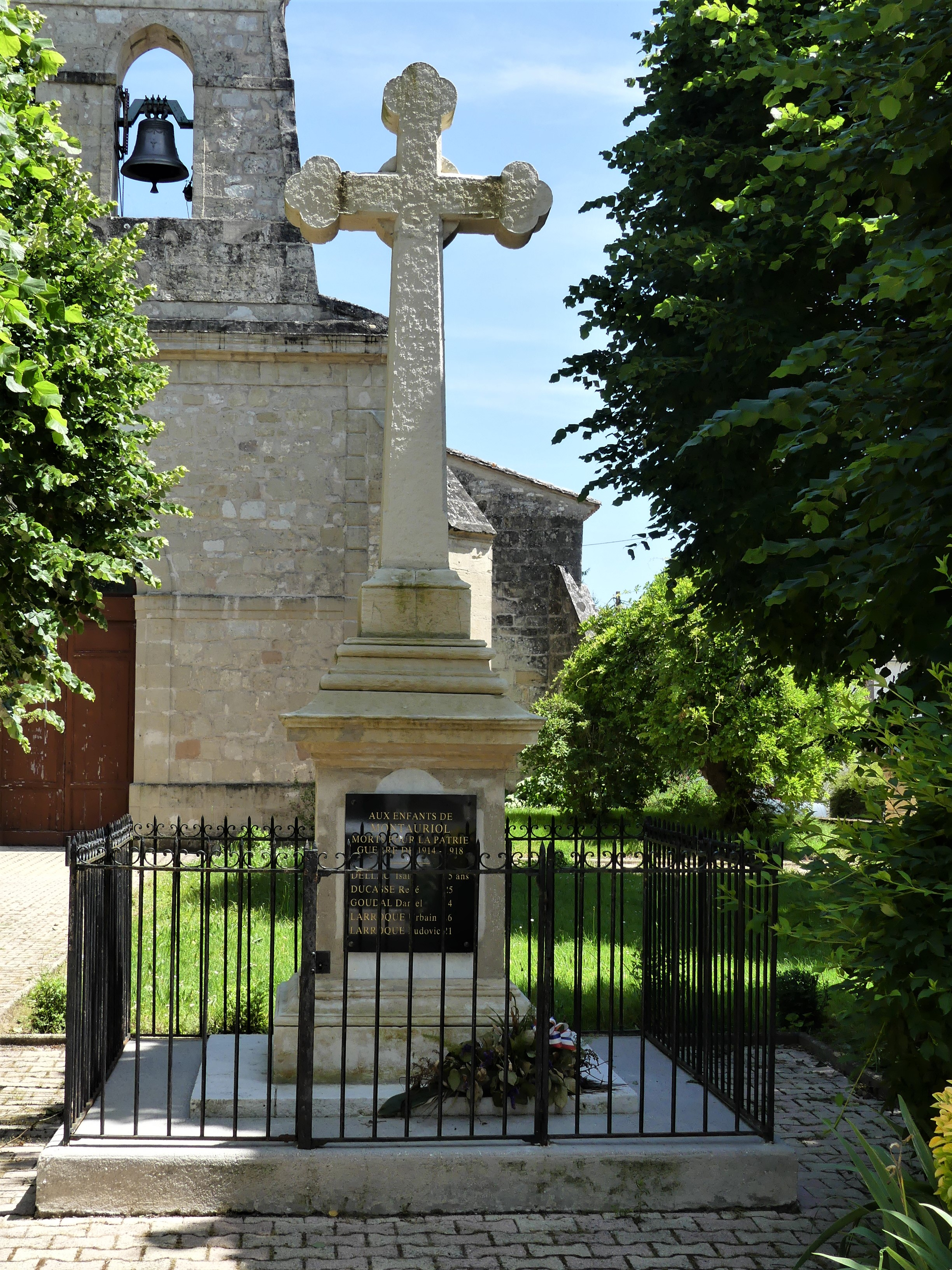
Gefallenendenkmal

## Wirtschaft
- Weingut Château Montauriol, das von einem anerkannten Winzer als Château Montauriol Fronton der Weinlage Côtes-du-Frontonnais mit Status einer Appellation d’Origine Contrôlée (AOC) erfolgreich bewirtschaftet und vermarktet wird.
- Die Weinberge von Montauriol stehen auf steinigen Terrassen, Kies und sind reich an Fossilien, die die armen und sonst trockene Böden gut entwässern. Das Mikroklima dieser Gegend wird durch die Feuchtigkeit des nahen Atlantiks und die trockenen Winde beherrscht.

## Verkehrsanbindung
Montauriol liegt westlich der N21 und südlich der D1, die u. a. Miramont-de-Guyenne mit Castillonnès verbindet.

## Belege
1. ↑  Montauriol auf cassini.ehess.fr
2. ↑  Montauriol auf insee.fr